# パウル・メンデルスゾーン (銀行家)
パウル・ヘルマン・メンデルスゾーン＝バルトルディ（Paul Hermann Mendelssohn-Bartholdy, 1812年10月30日 - 1874年6月21日）は、ドイツの銀行家。
同姓同名の甥パウルと混同しないよう注意が必要である。

## 生涯
パウルはベルリンでアブラハムとレアの間に次男として生まれた。姉兄には作曲家のファニー、同じく作曲家のフェリックス、そしてレベッカがいる。フェリックスの息子のパウルと区別するため、名前にはハイフンが挿入されている。
1831年から1833年、パウルはロンドンとパリでビジネスを学んだ。その後、1838年に一家が営む銀行（Mendelssohn & Co.）に 入社する。1835年にはベルリンの銀行家であるハイネ家のアルベルティーネ・ハイネ（Albertine Heine 1814年-1879年）と結婚し、5人の子どもパウリーヌ（Pauline 1844年-1863年）、カタリーヌ（Katharine 1846年-1906年）、エルンスト（Ernst 1846年-1909年）、ゴットホールト（Gotthold 1848年-1903年）、ファニー（Fanny 1851年-1924年）を儲けた。甥のカール（Carl）とパウル、そして姪のフローラ・ディリクレ（Flora Dirichlet：レベッカと数学者ディリクレとの娘）もこの家庭で育った。
1871年、銀行の取締役となったパウルは、主にロシアなど外国との取引を担当するようになった。ハンブルクにおいて、彼はパウル・メンデルスゾーン＝バルトルディという名前でベルリンの親会社と協力関係にある子会社を率いた。特に1865年から1871年にかけては、プロイセン政府が彼を財政顧問とした。
姉兄が著名な音楽家であったが、パウル自身も音楽の才能を有しておりチェロを弾きこなした。彼は兄フェリックスが遺した作品を多く所有していて、2巻にわたる書簡の共同編纂にも携わった。
パウルはベルリン、シャルロッテンブルク区で没した。彼の墓はベルリン、クロイツベルク区の聖三位一体教会の第1墓地にある。
メンデルスゾーン銀行は彼の息子エルンストErnst von Mendelssohn-Bartholdy、その息子のパウルにより引き継がれた。